# Borcie (rejon oszmiański)
Borcie (biał. Борці; ros. Борти) − wieś na Białorusi, w obwodzie grodzieńskim, w rejonie oszmiańskim, w sielsowiecie Graużyszki.

## Historia
W czasach zaborów wieś w gminie Graużyszki, w powiecie oszmiańskim, w guberni wileńskiej Imperium Rosyjskiego. W 1866 liczyła 79 dusz rewizyjnych, należała do dóbr Klewica. W 1905 roku wieś liczyła 309 mieszkańców.
W latach 1921–1945 wieś leżała w Polsce, w województwie wileńskim, w powiecie oszmiańskim, w gminie Graużyszki.
W 1931 w 75 domach zamieszkiwały 392 osoby.
Wierni należeli do parafii rzymskokatolickiej w Klewicy. Miejscowość podlegała pod Sąd Grodzki w Holszanach i Okręgowy w Wilnie; właściwy urząd pocztowy mieścił się w Graużyszkach.